# 1010

## Събития
- Католикосът на Грузинската православна църква е издигнат в патриарх

## Родени
- Михаил IV, византийски император